# Jung-Wien (Literatur)
Jung-Wien bezeichnet eine Gruppe von Wiener Autoren im späten 19. und frühen 20. Jahrhundert, als deren Wortführer Hermann Bahr auftrat und die maßgeblich die Entwicklung weg vom Naturalismus hin zum Ästhetizismus – und damit zur literarischen Moderne – beförderte. Das wichtigste Organ der Gruppe war Bahrs Wochenschrift Die Zeit.
Die Gruppe bildete sich 1891 heraus, wobei die Gründung durch Bahr eine Mystifikation darstellt. Treffpunkt der Gruppe wurde das Café Griensteidl, wo sich junge Autoren wie Hugo von Hofmannsthal, Arthur Schnitzler, Peter Altenberg und Felix Salten trafen.  Bahr wirkte dabei gleichermaßen als Mentor und als Vermittler ausländischer Literatur. Seine Kontakte zu Verlagen und Zeitschriften nutzte er, um junge, unbekannte Autoren zu fördern.
Auch wenn jüngere, modernere Autoren – am deutlichsten Karl Kraus – bald auf Distanz zu der Gruppe gingen, stimulierte sie doch ganz erheblich das Aufkommen der literarischen Moderne in Österreich und darüber hinaus im deutschen Sprachraum. Wichtige Autoren des frühen 20. Jahrhunderts wie Robert Musil, Joseph Roth und Ödön von Horváth wurden von Jung-Wien erheblich beeinflusst.

## Mitglieder bzw. Umfeld der Gruppe
- Peter Altenberg (1859–1919), Schriftsteller
- Leopold von Andrian (1875–1951), Schriftsteller und Diplomat
- Raoul Auernheimer (1876–1948), Jurist, Journalist und Schriftsteller
- Hermann Bahr (1863–1934), Schriftsteller, Dramatiker sowie Theater- und Literaturkritiker
- Richard Beer-Hofmann (1866–1945), Romancier, Dramatiker und Lyriker
- Jakob Julius David (1859–1906), Journalist und Schriftsteller
- Felix Dörmann (1870–1928), Schriftsteller, Librettist und Filmproduzent
- Friedrich M. Fels (1864–nach 1899), Journalist
- Paul Goldmann (1865–1935), Journalist, Publizist, Reiseschriftsteller, Theaterkritiker, Übersetzer und Verfasser von Theateressays und kleiner Bühnenstücke
- Hugo von Hofmannsthal (1874–1929), Schriftsteller, Dramatiker, Lyriker, Librettist sowie Mitbegründer der Salzburger Festspiele
- Karl Kraus (1874–1936), Schriftsteller
- Anton Lindner (1874–1928), Lyriker, Erzähler, Kunst-, Literatur- und Theaterkritiker, Übersetzer und Zeitungsredakteur
- Max Messer (1875–1930), Rechtsanwalt, Zeitungsredakteur (Die Zeit) und Schriftsteller
- Felix Salten (1869–1945), Schriftsteller
- Arthur Schnitzler (1862–1931), Arzt, Erzähler und Dramatiker
- Richard Specht (1870–1932), Lyriker, Dramatiker, Schriftsteller, Musikkritiker und Musikwissenschaftler
- Carl Baron Torresani (1846–1907), österreichischer Offizier und Schriftsteller
- Jakob Wassermann (1873–1934), Schriftsteller
- Paul Wertheimer (1874–1937), Schriftsteller und Jurist
- Paul Zifferer (1879–1929), Schriftsteller, Journalist und Diplomat
- Stefan Zweig (1881–1942), Schriftsteller